# Округ Крофорд (Џорџија)
Округ Крофорд (енгл. Crawford County) је округ у америчкој савезној држави Џорџија.

## Демографија
По попису из 2010. године број становника је 12.630, што је 135 (1,1%) становника више него 2000. године.
| Група             | 2000.         | 2010.         |
| Белци             | 9.037 (72,3%) | 9.282 (73,5%) |
| Афроамериканци    | 2.974 (23,8%) | 2.818 (22,3%) |
| Азијати           | 21 (0,2%)     | 33 (0,3%)     |
| Хиспаноамериканци | 301 (2,4%)    | 301 (2,4%)    |
| Укупно            | 12.495        | 12.630        |